# 新香冰廳餅店
新香冰廳餅店是一間餅店兼冰室，位於香港葵涌石蔭路58號地下，1970年代開業，舖面賣自製蛋撻及中、西式糕餅，舖內是冰室。初由詹姓家庭經營，至第2代於2016年轉手。
早期以賣西餅為主，後來兼營冰室，以薄利多銷手法經營，其產品「夾餅」以麵包邊和糕餅邊組合而成，所以價格廉宜，頗受歡迎。開業時奶茶每杯约8角港币，早餐每份大約2元港币。在香港較早由風扇較用中央冷氣。